# David Wellington
David Wellington (nascido em 1963) é um diretor canadense de cinema e televisão, mais conhecido por filmes I Love a Man in Uniform e a adaptação da peça homônima de 1962, Long Day's Journey into Night.

## Filmografia
- I Love a Man in Uniform (1993)
- Long Day's Journey into Night (1996)
- Of Murder and Memory (2008)
- Would Be Kings (2008)

Também dirigiu episódios das séries: The Hidden Room, The Eleventh Hour, Queer as Folk, Saving Hope e Rookie Blue.